# Marcin Kierwiński

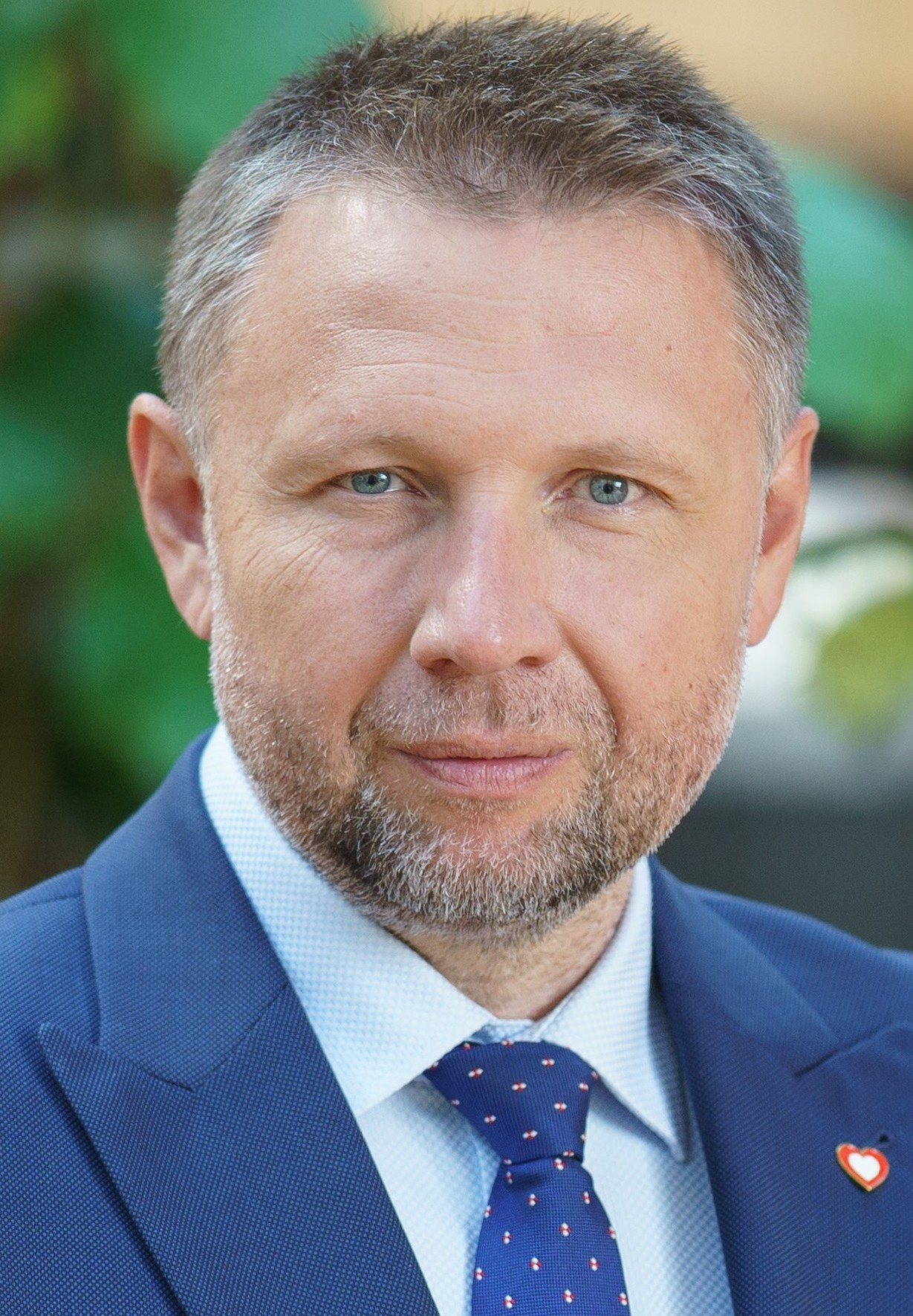
Marcin Kierwiński (2024)

Marcin Kierwiński (* 22. August 1976 in Warschau) ist ein polnischer Politiker (PO). Er gehörte von 2011 bis 2024 dem Sejm in dessen VII., VIII., IX. und X. Wahlperiode an. 2024 gehörte er dem Europaparlament an. 2023/24 war er polnischer Innenminister. Seit September 2024 ist er Minister ohne Geschäftsbereich und seit 2025 erneut Innenminister.

## Leben und Beruf
Marcin Kierwiński ist Sohn eines ehemaligen Offiziers der Polnischen Volksarmee. Der studierte Ingenieur, er schloss sein Studium 2001 an der Technischen Universität Warschau ab, war zwischen 2000 und 2010 Mitglied von Geschäftsführungen zweier Warschauer Flughäfen.
Er ist verheiratet und hat drei Kinder.

## Politik
Kierwiński war in den Neunzigerjahren Mitglied der Akcja Wyborcza Solidarność. Anschließend war er kurzzeitig Mitglied der Stronnictwo Konserwatywno-Ludowe. 2001 trat er der Platforma Obywatelska (PO) bei, für die er bei den Selbstverwaltungswahlen 2002 erfolglos für den Gemeinderat von Mokotów kandidierte. Bei den Selbstverwaltungswahlen 2006 wurde er in den Stadtrat von Warschau gewählt. Dort war er Fraktionsvorsitzender der PO. Bei der Parlamentswahl 2007 kandidierte er erfolglos für den Sejm. Nachdem er bei den Selbstverwaltungswahlen 2010 in den Sejmik der Woiwodschaft Masowien gewählt worden war, war er dort von 2010 bis 2011 Vizewoiwodschaftsmarschall.
Bei der Parlamentswahl 2011 gelang ihm erstmals der Einzug in den Sejm. Im Februar 2015 wurde er zum Staatssekretär in der Kanzlei des Ministerpräsidenten und Kabinettschef von Ministerpräsidentin Ewa Kopacz ernannt. Im selben Jahr konnte er bei der Parlamentswahl sein Abgeordnetenmandat verteidigen. Wegen des Regierungswechsels verlor er jedoch den Posten des Staatssekretärs. 2016 wurde er in den Parteivorstand der PO gewählt. Bei der Parlamentswahl 2019 wurde er auf der Liste des Wahlbündnisses Koalicja Obywatelska (KO), an dem sich die PO beteiligt hatte, zum dritten Mal in den Sejm gewählt. Seit 2020 ist er Generalsekretär der PO und Vorsitzender der Warschauer Parteigliederung. Er gilt als enger Vertrauter von Donald Tusk. Auch bei der Parlamentswahl 2023 wurde er für die KO gewählt. Er war von 2023 bis 2024 Minister für Inneres und Verwaltung im Kabinett Tusk III. Bei der Europawahl 2024 wurde er in das Europaparlament gewählt. Im Europaparlament gehörte er der Fraktion der Europäischen Volkspartei (Christdemokraten) an. Am 26. September 2024 wurde er zum Bevollmächtigten der Regierung für den Wiederaufbau nach der Flut im Rang eines Ministers ohne Geschäftsbereich berufen. Im Zuge dessen legte er sein Mandat im Europaparlament nieder; für ihn rückte Hanna Gronkiewicz-Waltz nach.